# 엔젤 (2018년 영화)
엔젤(El Angel)은 아르헨티나에서 제작된 루이스 오르테가 감독의 2018년 범죄 영화이다. 로렌조 페로 등이 주연으로 출연하였다. 2018년 칸 영화제에서 주목할 만한 시선 부문에서 상영되었다. 제91회 아카데미상의 아카데미 국제영화상 부문에 아르헨티나를 대표하여 출품되었으나 후보로 지명되지 못했다.

## 출연

### 주연
- 로렌조 페로(스페인어판)
- 치노 다린(스페인어판)
- 메르세데스 모란
- 다니엘 파네고(스페인어판)
- 루이스 그네코
- 세실라 로스